# 伺事
伺事（うかがいごと）とは、室町幕府において奉行人が訴訟その他の政務に関して将軍の裁可を仰ぐ手続のこと。足利義教の時代以後に整備された。

## 概要
足利義教の時代に将軍の権力強化が図られると、同時に将軍の政務処理の補佐と事務処理の効率化のために、既に形骸化しつつあった引付に代わって行われるようになっていた奉行人による合議制と将軍への上申・裁可を得る手続が制度化されて室町幕府の機構に組み込まれるようになった。
義教が将軍に就任した翌年である永享元年（1429年）に奉行人は賦（訴訟の割当）の順序に従って将軍に伺申べきことが定められ、続いて「伺事規式四ヶ条」と称される具体的な手続・細則が定められ、伺事が制度化された。
奉行人は番に編成され、定められた日（定日）に将軍に伺事を行った。これを番伺（ばんうかがい）と言う。応仁元年（1467年）の制度では奉行人は五番編成で各番は3・4人で編成されていた。1回あたりの伺事は1人あたり3件までとされ、原則は訴訟に関する上申と裁可が行われていたが、補任・安堵・検断など他の政務に関する上申や裁可も伺事によって行われる場合もあった。また、個々の奉行人は所属する番に対する結番と定日を遵守することとされていたが、緊急時に非番の伺事が行われた事例や御前沙汰始などの儀式の際に形式的に行われる一列伺（いちれつうかがい）と呼ばれる儀礼的な伺事などの例外も存在した。